# نخل شکر تامیل
نخل شکر تامیل (نام علمی: Arenga wightii) نام یک گونه از سرده شکرنخل‌ها است.